# Pré-cordillère

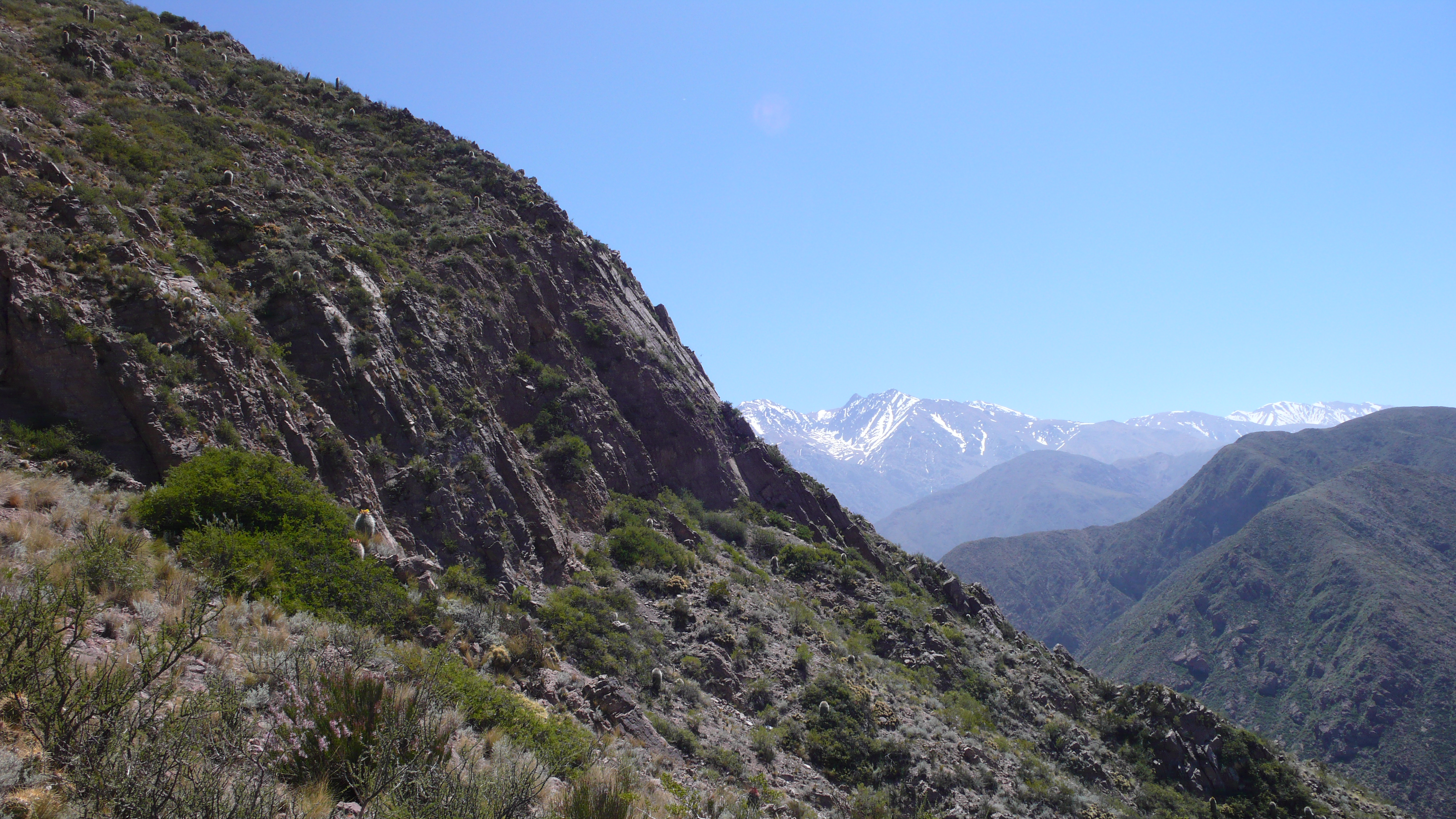
Vue de la cordillère des Andes derrière des sommets (pré-cordillère), province de Mendoza, Argentine.

La précordillère (de l'espagnol : precordillera), également orthographiée pré-cordillère, est un terme géographique utilisé pour désigner les collines et les contreforts se trouvant au pied d'une chaîne plus importante. Le terme est dérivé de cordillera (cordillère). La précordillère désigne principalement les collines et les contreforts de la cordillère des Andes.
La précordillère peut désigner :
- les sommets secondaires situés à l'est de la cordillère principale, dans les Andes en Argentine. Elle est séparée de la cordillère frontale (en) à l'ouest par la vallée d'Uspallata[3]. Les sommets de la précordillère atteignent environ 3 000 m d'altitude dans la sierra de Villavicencio[3] ;
- au Chili, la région, du nord au sud, entre les Andes et la vallée Centrale.